# Gerard George Clifford
Gerard George Clifford (Amsterdam, 16 februari 1779 - Arnhem, 7 maart 1847) was een Nederlands staatsman en minister.
Clifford was een regeringsgezinde politicus. Hij was thesaurier van Amsterdam en advocaat. In 1824 werd hij lid van de Tweede Kamer. In 1831 werd hij minister van Nationale Nijverheid en Koloniën. In 1833 werd hij lid van de Eerste Kamer der Staten-Generaal.
Gerard George was een zoon van George Clifford Pietersz. en Jacoba Maria Kuijsten van Hoesen.
- Biografisch Portaal: 00007256
- Digitale Bibliotheek voor de Nederlandse Letteren: clif001
- International Standard Name Identifier: 0000 0003 9762 9149
- Nederlandse Thesaurus van Auteursnamen: 069981019
- Parlement.com: vg09lls6ynwv
- Virtual International Authority File: 39732504
- WorldCat: E39PBJg8K4vX3yBMp9ttTQFMyd